# Taylor McKeown
Pour les articles homonymes, voir McKeown.
Taylor McKeown, née le 17 mars 1995 à Redcliffe, est une nageuse australienne.
Elle remporte la médaille d'argent du relais 4 × 100 mètres 4 nages aux Jeux olympiques d'été de 2016 à Rio de Janeiro. Sa petite sœur, Kaylee McKeown, est également nageuse de haut niveau.

## Palmarès

### Championnats du monde

#### Grand bassin
- Championnats du monde 2015 à Kazan :
  -  Médaille de bronze du relais 4 × 100 m quatre nages
- Championnats du monde 2017 à Budapest :
  -  Médaille de bronze du relais 4 × 100 m quatre nages